# Mels
Mels (toponimo tedesco) è un comune svizzero di 9 538 abitanti del Canton San Gallo, nel distretto di Sarganserland.

## Geografia fisica

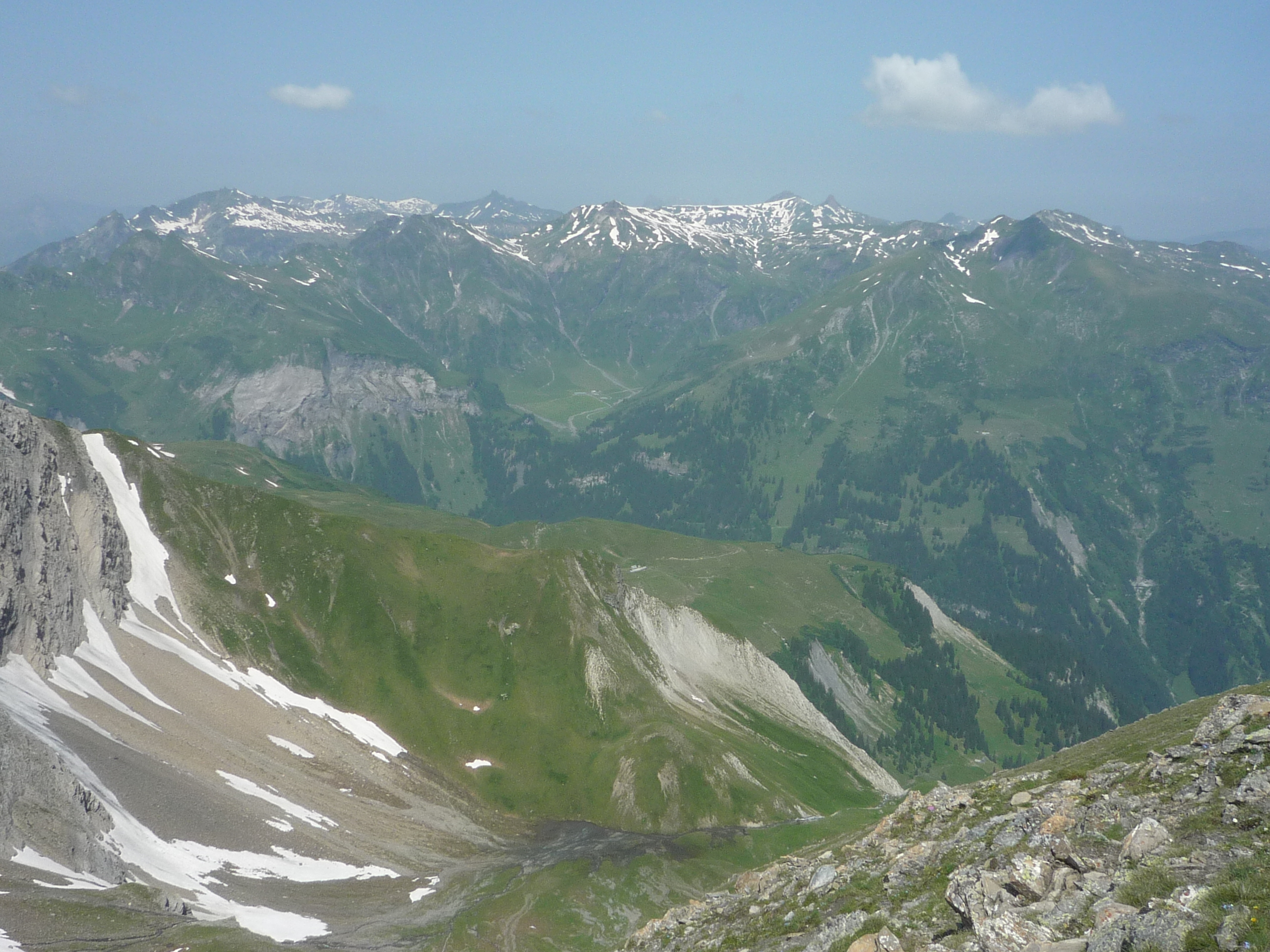
La Weisstannental vista dal passo Heidelpass

Il territorio di Mels è il più esteso del cantone per superficie; comprende la valle Weisstannental e parte della valle dalla Seez.

## Storia
Il comune politico di Mels è stato istituito nel 1803.

## Monumenti e luoghi d'interesse
- Chiesa parrocchiale cattolica dei Santi Pietro e Paolo, attestata dal 550 e ricostruita nel 1732[3];
- Chiesa parrocchiale cattolica dei Santi Giovanni Battista e Antonio a Weisstannen, attestata dal 1485 e ricostruita nel 1666[4];
- Chiesa parrocchiale cattolica di San Giuseppe a Heiligkreuz, eretta nel 1970[5];
- Cappella evangelica, eretta nel 1892[3];
- Rovine della ortezza di Nidberg, costruita nel 1265 circa e distrutta nel 1437[3].

## Società

### Evoluzione demografica
L'evoluzione demografica è riportata nella seguente tabella:
Abitanti censiti

## Geografia antropica

### Frazioni
Le frazioni di Mels sono:
- Butz
- Heiligkreuz[5]
- Mädris
- Plons
- Ragnatsch
- Sankt Martin
- Schwendi
- Tils
- Vermol
- Weisstannen[4]

## Economia
L'economia locale si basa prevalentemente sull'artigianato, sulla piccola industria e sul commerci.

## Infrastrutture e trasporti

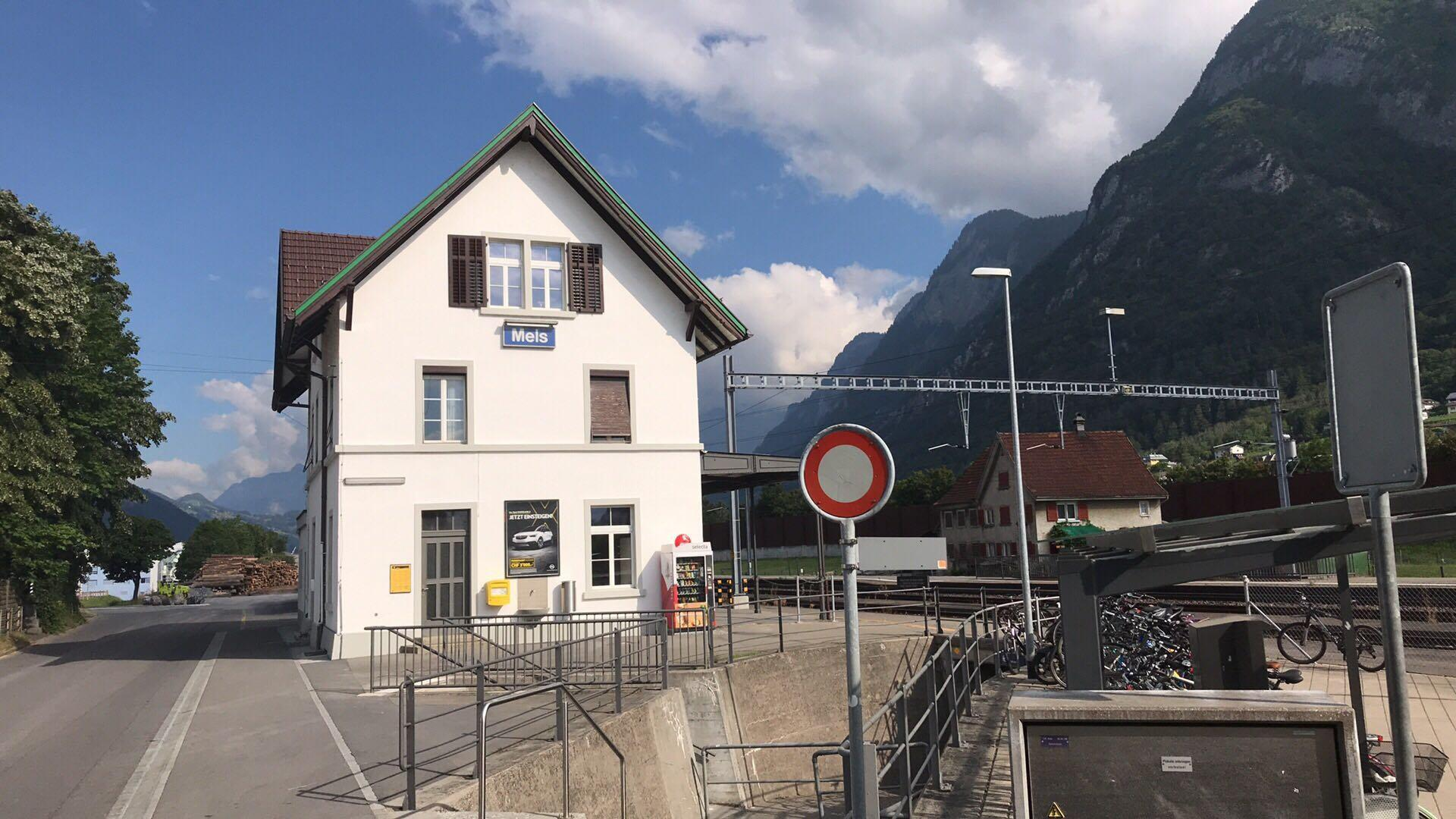
La stazione di Mels

Mels è servito dalla strada principale 3 e dall'omonima stazione sulla ferrovia Ziegelbrücke-Sargans (linea S4 della rete celere di San Gallo).